# کوسه قورباغه‌ای
کوسه قورباغه‌ای (نام علمی: Somniosus longus) نام یک گونه از راسته خاردارکوسه‌سانان است.